# Lichniopsoides breyeri
Lichniopsoides breyeri är en skalbaggsart som beskrevs av Martinez 1953. Lichniopsoides breyeri ingår i släktet Lichniopsoides och familjen Melolonthidae. Inga underarter finns listade i Catalogue of Life.